# Raphaël Jéchoux
Raphaël Jéchoux (Parigi, 20 maggio 1975) è un ex rugbista a 15 e procuratore sportivo francese, attivo in carriera agonistica nel ruolo di terza linea.

## Biografia
Da dopo il ritiro avvenuto nel 2008 è divenuto procuratore sportivo di numerosi rugbisti professionisti.